# Halictus boswendiellus
Halictus boswendiellus är en biart som beskrevs av Cockerell 1946. Halictus boswendiellus ingår i släktet bandbin, och familjen vägbin. Inga underarter finns listade i Catalogue of Life.